# Hermann Abeles
Hermann Abeles (3. červen 1892 Hustopeče – 1941 Lodž) byl pražský, německy hovořící architekt.

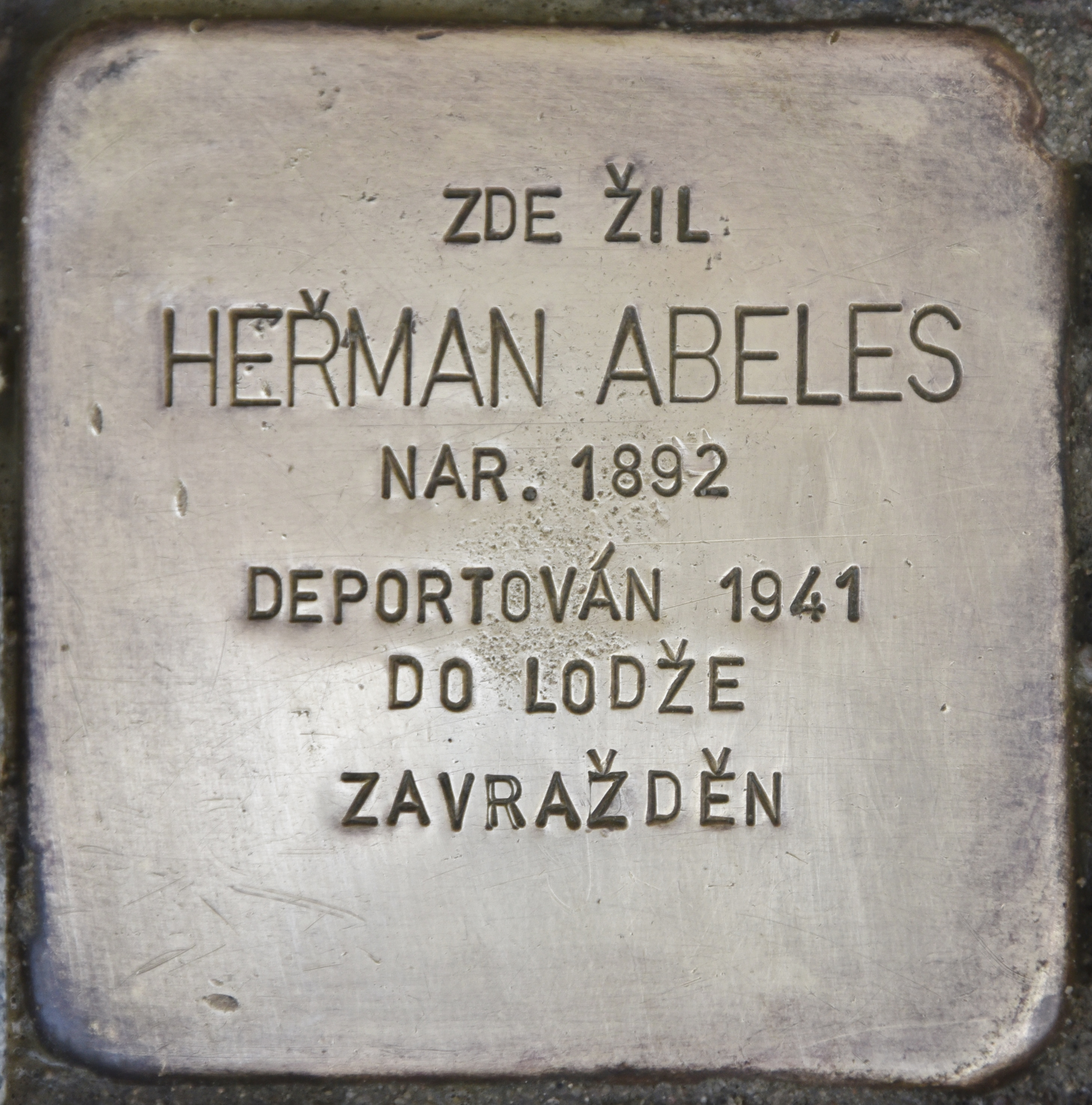
Stolperstein

## Život
Vystudoval pravděpodobně Německou vysokou školu technickou v Praze. Dne 21. října 1941 byl odvezen transportem s označením B, č. 409 do Lodže, kde zahynul.

## Dílo
Jedinou známou realizací je vila Josefa Auerbacha č. p. 335, Praha 5-Hlubočepy, Barrandovská 60 z let 1933–1934. Tuto vilu navrhl spolu s Leo Mayerem ve vilové čtvrti, kterou nechali postavit bratři Miloš a Václav Havlové.